# Enrique Sordo
Enrique Sordo (Santander, 1923 - Barcelona, 20 de marzo de 1992) fue un crítico literario español, poeta, escritor de libros culinarios sobre la cocina española y traductor de obras del inglés y del catalán. 

## Carrera
Sordo estuvo inicialmente vinculado como periodista al diario Alerta y formó parte del grupo de la revista Proel. Afincado en la Barcelona, fundó con Dionisio Ridruejo, en los años cincuenta, La Revista, publicación literaria que alcanzó sólido prestigio. Sordo ejerció durante su vida profesional la crítica literaria en diversos medios, entre ellos se encuentra La Vanguardia y El Ciervo. Fue también un traductor prolífico de literatura de la lengua inglesa y de literatura catalana, destacando sus versiones de Mercè Rodoreda y de Montserrat Roig. Enrique Sordo fue uno de los fundadores en el año 1957 de los Premios de la Crítica.

## Obras

### Poesía
- La prometida tierra. Ilustración: José Luis Hidalgo. Santander: Proel, 1946.[1]

## = Gastronomía
- Arte español de la comida, 1960.
- Cómo conocer la cocina española, 1980.
- España, entre trago y bocado, 1987.